# Rhizoecus floridanus
Rhizoecus floridanus är en insektsart som beskrevs av Hambleton 1973. Rhizoecus floridanus ingår i släktet Rhizoecus och familjen ullsköldlöss. Inga underarter finns listade i Catalogue of Life.